# Праздники Боснии и Герцеговины
Праздники Боснии и Герцеговины — общегосударственные праздники, а также праздники государственных образований: Федерации Боснии и Герцеговины и Республики Сербской.
Ниже приведен список праздников:
Общегосударственные:
- 1—2 января — Новый год
- 1 мая — День труда

Религиозные праздники:
- Католическое и Православное Рождество
- Католическая и Православная Пасха
- Курбан-Байрам и Рамадан

Республика Сербская:
- 9 января — День Республики(Конституционный суд Боснии объявил ежегодный праздник неконституционным[2])
- 14 января — Сербский Новый год
- 20 января — Крсна слава — День святого Иоанна Крестителя
- 27 января — День Святого Саввы, день школы
- 15 февраля — День первого сербского восстания
- 4 апреля — День министерства внутренних дел
- 12 апреля — День русских добровольцев
- 9 мая — День победы над фашизмом
- 12 мая — День армии Республики Сербской
- 21 ноября — День общего рамочного договора о мире в Боснии и Герцеговине

Федерация Боснии и Герцеговины:
- 1 марта — День независимости
- 9 мая — День Европы
- 11 июля — День памяти жертв Сребреницы и всех войн
- 25 ноября — День Государственности

В разное время предлагалось также возвести в ранг государственных праздников:
- 6 января — День Трех Королей (хорватская сторона)
- 15 августа — Успение Богородицы (хорватская сторона)
- 1 ноября — День Всех Святых (хорватская сторона)
- Новый год по Хишретскому календарю (бошняцкая сторона)
- День рождения Мухаммеда (бошняцкая сторона).

В дополнение к вышеупомянутым датам, правительство Боснии и Герцеговины выделяет 2 дня в году для отправления религиозных церемоний, независимо от вероисповедания. Эти дни не считаются официальными выходными, но являются нерабочими.
Зимний Фестиваль (21 февраля — 7 марта) представляет собой целую череду праздничных мероприятий, сопровождаемых театральными и музыкальными представлениями.
В марте проводится Фестиваль боснийских оркестров.
В июне-июле отмечают Дни культуры Сараево. 12—16 июля проходит Неделя языка, сопровождаемая как множеством этнических представлений, так и различными научно-практическими конференциями.
19—27 августа Сараево принимает гостей на ежегодном Сараевском Кинофестивале.
В сентябре проходит театральный фестиваль ТеатерФест.
2—6 ноября проводится музыкальный фестиваль Джазз-Фест в Сараево.